# Peralta de Alcofea
Peralta de Alcofea (aragónul Peralta d'Alcofeya) település Spanyolországban, Huesca tartományban. Peralta de Alcofea San Miguel del Cinca, Castelflorite, Sariñena, Huerto, Torres de Alcanadre, Berbegal, Ilche és Monzón községekkel határos. Lakosainak száma 587 fő (2024).

## Népesség
A település népessége az utóbbi években az alábbiak szerint változott:
| Lakosok száma | 697  | 670  | 654  | 639  | 619  | 582  | 587  | 556  | 576  | 587  |
|               | 2001 | 2004 | 2006 | 2009 | 2011 | 2014 | 2016 | 2019 | 2021 | 2024 |